# Javier Fernández Cabrera
Javier Fernández Cabrera Martín Peñato (né le 4 octobre 1984 à Madrid) est un entraîneur espagnol de football. Il dirige actuellement l'équipe du Bangladesh de football,. Cabrera est un entraîneur qui dispose de la Licence UEFA Pro, avec une vaste expérience dans les projets de football professionnel et de Grassroot Soccer, une organisation à but non lucratif destinée à parfaire la santé des adolescents. Cabrera a également une réputation d'analyste du football. Cabrera a travaillé comme analyste expert pour Opta Sports et il est également titulaire d'une licence en football ainsi qu'en publicité et marketing,,,.

## Carrière d'entraîneur
Cabrera travaille comme directeur technique et comme entraîneur adjoint pour l'équipe indienne du Sporting Clube do Goa, de 2013 à 2015. En 2016, il est nommé entraîneur du club espagnol du Rayo Majadahonda et passe un an à entraîner l'équipe, avant de quitter le club en 2017. Il est l'entraîneur en chef de l'Académie du FC Barcelone en Virginie septentrionale pendant quatre mois en 2018. À partir de 2018, Cabrera est l'entraîneur de l'Académie d'élite de La Liga du côté Deportivo Alavés, avant d'être annoncé comme entraîneur en chef de l'équipe du Bangladesh le 8 janvier 2022,,,,,,.

### Équipe du Bangladesh de football
Le 19 janvier 2022, Cabrera signe son contrat et se voit officiellement nommé entraîneur en chef de l'équipe du Bangladesh. La première tâche de Cabrera est d'observer les séances d'entraînement de toutes les équipes de la Bangladesh Premier League, afin de rechercher de nouveaux talents.